# TTC Egmont
TTC Egmont is een tafeltennisclub uit het Belgische Zottegem.
De club ontstond in 1960 als “De Gilde vrienden”. In 1964 werd de club omgedoopt tot TTC Egmont; de club werd vernoemd naar Lamoraal van Egmont. In de jaren 60 en 70 verhuisde de club verschillende keren (Hof van Vlaanderen, Parochiehuis Bevegem). In 1980 verhuisde de club definitief naar sportcentrum de Bevegemse Vijvers. In 2010 bestond de club 50 jaar; dit werd gevierd op 24 april 2010 met een ontvangst op het Stadhuis. Na 2000 werd voor het eerst een jeugdploeg ingericht.